# پیپا اسکات
پیپا اسکات یا فیلیپا اسکات (انگلیسی: Pippa Scott؛ زادهٔ ۱۰ نوامبر ۱۹۳۵) بازیگر سینما و تلویزیون اهل ایالات متحده آمریکا است.
از فیلم‌ها یا برنامه‌های تلویزیونی که وی در آن نقش داشته‌است می‌توان به خانواده والتون، جویندگان و استادهای آمریکایی اشاره کرد.

## زندگی شخصی
اسکات در لس آنجلس، کالیفرنیا به دنیا آمد. او دختر هنرپیشه «لورا استراوب» و فیلمنامه‌نویس آلن اسکات است. عموی او، فیلمنامه‌نویسی که در لیست سیاه قرار گرفته بود، آدریان اسکات بود. اسکات در سال ۱۹۶۴ با لی ریچ، شریک در تأسیس لوریمار پرودکشن ازدواج کرد. آنها پیش از طلاق در سال ۱۹۸۳ دو فرزند داشتند، اگرچه تا زمان مرگ لی ریچ در سال ۲۰۱۲ با هم دوستی داشتند.
در دههٔ ۱۹۷۰، همراه با کار ثابت بازیگری در تولیدات تلویزیونی، اسکات دانشجوی دانشگاه پلی تکنیک ایالتی کالیفرنیا، پومونا بود و در آنجا مدرک خود را در معماری منظر دنبال کرد.
در دههٔ ۱۹۹۰، اسکات در کارهای حقوق بشری فعال شده بود، مانند حمایت از کمیسیون کارشناسان تشکیل شده تحت قطعنامه ۷۸۰ شورای امنیت سازمان ملل متحد در تحقیق آن دربارهٔ «نقض گسترده حقوق بشردوستانه بین‌المللی» که در جریان نسل‌کشی بوسنی انجام شد..
او روز بیست و دوم ماه مه سال ۲۰۲۵ در نود سالگی چشم از جهان فروبست و خبر درگذشتش را دخترش میراندا تولمن اعلام کرد.